# Seemee
Seemee (рус. Си́ми; настоящее имя — Алексей Оле́гович Степанов; род. 22 августа 1996, Тюмень) — российский рэпер, участник музыкального объединения Melon Music.

## Карьера и отзывы
19 апреля 2019 года выпустил дебютный долгоиграющий альбом Scum Off the Pot совместно с Mayot. В альбоме приняли участие такие исполнители как 163onmyneck, OG Buda и Маленький ярче. Выпуск альбома ознаменовал запуск лейбла CPlus.
31 июля 2020 года выпустил совместный с Yungway мини-альбом Magic состоящий из шести композиций. В одной из песен принял участие Mayot.
4 сентября 2020 года выпустил свой первый громкий сингл «Голодный пёс» при участии Soda Luv. Широкая аудитория не замечала песню несколько месяцев пока в начале в 2021 года не появился связанный с ней тренд в TikTok. После этого трек начал набирать популярность и позже долгое время держался на высших позициях чартов стриминговых сервисов. В конце 2021 года ВКонтакте включила композицию в топ-30 популярнейших треков социальной сети за год, заняв 25 место. Также портал The Flow поставил сингл на 19 место 50 лучших песен 2021 года.
25 июня 2021 года выпустил альбом Txc. Название релиза отсылает к слову «toxic», что было выбрано неслучайно — настроение песен получилось токсичным и такими же вышли инструменталы. Журнал Афиша называет релиз «не просто пластинкой, а целой вселенной со своими героями». В качестве приглашённых приняли участие такие исполнители как Mayot, Bushido Zho, Lovv66, 163onmyneck, Scally Milano, OG Buda, Soda Luv, Yungway, Пика, The Chemodan и Brick Bazuka. По итогам 2021 портал Rap.ru включил альбом в двадцатку лучших альбомов года — релиз разместился на 15 месте.
24 июня 2022 года была выпущена вторая часть совместного с Mayot альбома Scum Off the Pot — Scum Off the Pot 2. Пластинка имеет 24 трека с гостевыми частями Сидоджи Дубоshit, OG Buda, Hood Rich Luka, 163onmyneck, Scally Milano, Bushido Zho и Маленького ярче. Rap.ru пишет об альбоме: «Вторая часть — продолжение первого альбома дуэта. И если во время записи первого, они были ещё совсем молоды и неизвестны, то сейчас их имена на слуху. И это сказывается и на эволюции их звучания». Интернет-СМИ SRSLY комментирует релиз так: «Scum Off The Pot 2 — демонстрация того, как артисты изменились за последние пару лет. Сейчас они смело берутся за разные и часто новые для себя флоу. В каких-то треках это почти по-олдскульному качово, в каких-то — пугающе и свирепо».

## Дискография

### Альбомы
| Название                           | Детали                                                                          | Список треков |
| ---------------------------------- | ------------------------------------------------------------------------------- | --- |
| Долгоиграющие альбомы              |                                                                                 | |
| Scum Off the Pot (совм. с Mayot)   | - Релиз: 19 апреля 2019 - Лейбл: CPlus - Формат: цифровая дистрибуция, стриминг | Список 1. «Xanny» (при уч. 163onmyneck) 2. «High Definition» 3. «Double Troubles» 4. «Choppa» (при уч. OG Buda) 5. «Scum Off the Pot» 6. «Hit 2wice Freestyle» 7. «Бонсай» (при уч. Маленького ярче) 8. «Shiver Outro» |
| Txc                                | - Релиз: 25 июня 2021 - Лейбл: CPlus - Формат: цифровая дистрибуция, стриминг   | Список 1. «Fresh Lime Radio Intro» 2. «Windows» (при уч. Mayot) 3. «Puffchick» 4. «Микро» (при уч. Mayot) 5. «Jax» (при уч. Bushido Zho) 6. «Дерьмо» 7. «Паркур» (при уч. Пики) 8. «Под соседями» 9. «Кроссики» (при уч. Lovv66) 10. «На кассе» (при уч. 163onmyneck) 11. «Hot Wheels» (при уч. 163onmyneck, Scally Milano) 12. «Битбокс» (при уч. OG Buda) 13. «Голодный пёс» (при уч. Soda Luv) 14. «Полный чемодан» (при уч. The Chemodan, Brick Bazuka) 15. «12 лет назад» 16. «Я болен» (при уч. Yungway) 17. «Traphouse Outro» |
| Scum Off the Pot 2 (совм. с Mayot) | - Релиз: 24 июня 2022 - Лейбл: CPlus - Формат: цифровая дистрибуция, стриминг   | Список 1. «Техника (Intro)» 2. «Blessed» 3. «Big Pun» 4. «Первые» 5. «Mike Amiri» (при уч. Sid) 6. «2>1» 7. «Генерал Таиланда» 8. «Пашем» 9. «Тирм» (при уч. OG Buda) 10. «На волне» 11. «Money Twerk» 12. «Дружба народов» (при уч. Hood Rich Luka) 13. «Швабра» 14. «Бабара / Babina» 15. «Прирост / Narcoz» 16. «Хороший Smoking» 17. «Old72» 18. «Face ID» (при уч. 163onmyneck) 19. «2 пака» 20. «Draco» (при уч. Bushido Zho) 21. «Spartak» (при уч. Scally Milano) 22. «Эээбля» 23. «+1 Frag» 24. «Igra (Outro)»              |
| HOLOD72                            | - Релиз: 28 апреля 2023 - Лейбл: CPlus - Формат: цифровая дистрибуция, стриминг | Список 1. «INTROSEVENTWO» 2. «HOLOD72» 3. «СТАНЕТ ЛЕГЧЕ» (при уч. Баста) 4. «ХЛОПЬЯ» 5. «Я РЯДОМ» 6. «ПРИЧИНА» 7. «ДЛЯ УЛИЦ» (при уч. Hugo Loud) 8. «ЧЕРЕП» 9. «ЛИВЕНЬ ЛИЛ» (при уч. ОУ74) 10. «FRANCE» 11. «LA» 12. «ХИП-ХОП КАЖДЫЙ ДЕНЬ» (при уч. TonySouljah) |
| Мини-альбомы                       |                                                                                 | |
| Magic (совм. с Yungway)            | - Релиз: 31 июля 2020 - Лейбл: CPlus - Формат: цифровая дистрибуция, стриминг   | Список 1. «Magic» 2. «Shoollerr» 3. «Plamya Havaet» (при уч. Mayot) 4. «Pacan» 5. «Sad Water Pipe» 6. «Rsitb» |

### Синглы
| Год                          | Название                                             | Другие исполнители | Другие исполнители   | Альбом                            |
| Год                          | Название                                             | Основные           | Приглашённые         | Альбом                            |
| ---------------------------- | ---------------------------------------------------- | ------------------ | -------------------- | --------------------------------- |
| Как основной исполнитель     |                                                      |                    |                      |                                   |
| 2018                         | «Boost»                                              | —                  | —                    | Внеальбомные синглы               |
| 2018                         | «Trap Pussy»                                         | —                  | —                    | Внеальбомные синглы               |
| 2019                         | «Afro»                                               | Mayot              | —                    | Внеальбомные синглы               |
| 2019                         | «Reckless»                                           | —                  | —                    | Внеальбомные синглы               |
| 2019                         | «Ротик на замок»                                     | Mayot              | —                    | Внеальбомные синглы               |
| 2019                         | «No Cap»                                             | —                  | —                    | Внеальбомные синглы               |
| 2019                         | «Lovepain»                                           | Mayot              | 163onmyneck, Yungway | Внеальбомные синглы               |
| 2019                         | «За окном»                                           | —                  | —                    | Внеальбомные синглы               |
| 2019                         | «Впадлу»                                             | Mayot              | 163onmyneck          | Внеальбомные синглы               |
| 2019                         | «Спи спокойно»                                       | —                  | Mayot, 163onmyneck   | Внеальбомные синглы               |
| 2020                         | «Smog»                                               | —                  | Lovv66               | Внеальбомные синглы               |
| 2020                         | «Рататуй»                                            | Soda Luv           | —                    | Внеальбомные синглы               |
| 2020                         | «Magic»                                              | Yungway            | —                    | Magic                             |
| 2020                         | «Голодный пёс»                                       | —                  | Soda Luv             | Txc                               |
| 2020                         | «New Era»                                            | Lovv66             | —                    | Внеальбомные синглы               |
| 2020                         | «Под соседями»                                       | —                  | —                    | Внеальбомные синглы               |
| 2021                         | «Цветок»                                             | Lovv66, Mayot      | —                    | Внеальбомные синглы               |
| 2021                         | «Дерьмо»                                             | —                  | —                    | Txc                               |
| 2021                         | «Голодный пёс» (Remix)                               | Soda Luv, Kashin   | —                    | Внеальбомные синглы               |
| 2022                         | «Давай заново»                                       | Bushido Zho        | —                    | Внеальбомные синглы               |
| 2022                         | «Хлопья»                                             | —                  | —                    | Внеальбомные синглы               |
| 2022                         | «На волне»                                           | Mayot              | —                    | Scum Off the Pot 2                |
| 2022                         | «Jungle»                                             | Bato, Jeembo       | —                    | Внеальбомный сингл                |
| 2023                         | «Недоступна»                                         | Pinq               |                      | Внеальбомный сингл                |
| 2023                         | «Пропал»                                             | ALISHA             |                      | Внеальбомный сингл                |
| Как приглашённый исполнитель |                                                      |                    |                      |                                   |
| 2019                         | «No Fool»                                            | Маленький ярче     | —                    | Внеальбомный сингл                |
| 2019                         | «В клетке»                                           | Jabo               | —                    | «Ничего необычного» (макси-сингл) |
| 2020                         | «Без названия»                                       | Rvmzes, Jughead    | Mayot                | Внеальбомные синглы               |
| 2020                         | «Mjsm»                                               | Jabo, Mayot        | Marco-9              | Внеальбомные синглы               |
| 2020                         | «Amaterasu»                                          | Bushido Zho        | 163onmyneck          | Внеальбомные синглы               |
| 2020                         | «Свист»                                              | Jabo, Mayot        | —                    | Внеальбомные синглы               |
| 2020                         | «Bbc»                                                | Rvmzes             | —                    | Внеальбомные синглы               |
| 2021                         | «Водопад»                                            | VisaGangBeatz      | Jabo, Mayot          | Внеальбомные синглы               |
| 2021                         | «Бизнес»                                             | VisaGangBeatz      | Mayot, 163onmyneck   | Внеальбомные синглы               |
| 2021                         | «Пацаны»                                             | Magnum Opus        | OG Buda              | Внеальбомные синглы               |
| 2021                         | «Go Away»                                            | Monty Fray         | —                    | Внеальбомные синглы               |
| 2021                         | «Бизнес» (Boris Redwall & Tekraw Remix)              | VisaGangBeatz      | Mayot, 163onmyneck   | Внеальбомные синглы               |
| 2022                         | «Лэйт Найт Скул» (Саундтрек из одноимённого сериала) | Mayot              | —                    | Внеальбомные синглы               |

### Участие в альбомах других исполнителей
| Год                   | Альбом                             | Исполнитель                    | Трек                   | Другие исполнители | Другие исполнители                                      | Прим.  |
| Год                   | Альбом                             | Исполнитель                    | Трек                   | Основные           | Приглашённые                                            | Прим.  |
| --------------------- | ---------------------------------- | ------------------------------ | ---------------------- | ------------------ | ------------------------------------------------------- | ------ |
| Долгоиграющие альбомы |                                    |                                |                        |                    |                                                         |        |
| 2018                  | B-Polar, Pt. 2                     | Mayot                          | «Bye»                  | —                  | —                                                       | Пригл. |
| 2019                  | Jabo Season                        | Jabo                           | «Hell»                 | —                  | Mayot                                                   | Пригл. |
| 2020                  | Visa Mode                          | VisaGangBeatz                  | «Гринч»                | —                  | Mayot                                                   | Пригл. |
| 2020                  | Lovv Planet                        | Lovv66                         | «CA NY LA»             | —                  | —                                                       | Пригл. |
| 2020                  | «Московские хроники»               | Thrill Pill                    | «Московские хроники»   | —                  | —                                                       | Пригл. |
| 2020                  | Ghetto Garden                      | Mayot                          | «Ауди»                 | —                  | Bushido Zho                                             | Пригл. |
| 2020                  | Ghetto Garden                      | Mayot                          | «Забыл всё»            | —                  | G Ban                                                   | Пригл. |
| 2020                  | Ghetto Garden                      | Mayot                          | «Чипсы»                | —                  | blago white, Thrill Pill                                | Пригл. |
| 2020                  | Ghetto Garden                      | Mayot                          | «Впадлу» (Slow)        | —                  | 163onmyneck                                             | Пригл. |
| 2020                  | Ghetto Mellow Melon Bite Christmas | Mellowbite, 163onmyneck        | «Магнум опус»          | —                  | —                                                       | Пригл. |
| 2020                  | Ghetto Mellow Melon Bite Christmas | Mellowbite, 163onmyneck        | «Че твои пацаны могут» | —                  | —                                                       | Пригл. |
| 2021                  | Fendiglock                         | Fendiglock                     | «Верь мне»             | —                  | —                                                       | Пригл. |
| 2021                  | Puzzles                            | Lovv66                         | «Новая эра»            | —                  | —                                                       | Осн.   |
| 2021                  | Puzzles                            | Lovv66                         | «Цветок»               | Mayot              | —                                                       | Осн.   |
| 2021                  | Puzzles                            | Lovv66                         | «Режим (Outro)»        | —                  | —                                                       | Осн.   |
| 2021                  | Lovesome Airlines                  | Lovesomemama                   | «Moscow Huge Spliff»   | —                  | —                                                       | Пригл. |
| 2021                  | Pinq Tastish                       | Pinq                           | «Разгон»               | Mayot              | —                                                       | Осн.   |
| 2021                  | Freerio                            | OG Buda                        | «Ганьг аутро»          | —                  | Bushido Zho, Scally Milano, Mayot, Magnum Opus, Yungway | Пригл. |
| 2021                  | Lilium                             | Жак Энтони                     | «Без ног»              | —                  | —                                                       | Пригл. |
| 2021                  | Leave Your Bones                   | Pretty Scream                  | «Штанги»               | —                  | —                                                       | Осн.   |
| 2021                  | Welcome 2 Reap                     | G4our                          | «95-72 (Outro)»        | —                  | —                                                       | Осн.   |
| 2021                  | Roomination                        | Soda Luv                       | «ОстанкиNo»            | —                  | —                                                       | Пригл. |
| 2021                  | Money Counter Music                | Scally Milano                  | «Джи-фанк»             | —                  | —                                                       | Осн.   |
| 2022                  | No Offence                         | 163onmyneck                    | «Перевес»              | —                  | —                                                       | Осн.   |
| 2022                  | No Bang! Hold On!                  | Bushido Zho                    | «Pow»                  | —                  | —                                                       | Пригл. |
| 2022                  | «Приятно познакомиться»            | Nkeeei, Uniqe, Artem Shilovets | «DVD»                  | —                  | —                                                       | Пригл. |
| Мини-альбомы          |                                    |                                |                        |                    |                                                         |        |
| 2019                  | «Нью??»                            | Magnum Opus                    | «Ночной груз»          | —                  | —                                                       | Пригл. |
| 2019                  | «К сожалению это трап»             | Bushido Zho                    | «No Melody. Part 1»    | —                  | Mayot                                                   | Пригл. |
| 2020                  | Way                                | Yungway                        | «Couple Words»         | —                  | —                                                       | Пригл. |
| 2021                  | «Троп Galaxy»                      | Flesh, Pinq                    | «Glock»                | —                  | —                                                       | Пригл. |
| 2021                  | Way 2                              | Yungway                        | «Трудно»               | —                  | Mayot                                                   | Пригл. |

## Видеография — клипы

### Личные
| Год  | Трек           | Режиссёр           | Высшая позиция в чарте                                           |
| ---- | -------------- | ------------------ | ---------------------------------------------------------------- |
| 2021 | «Windows»      | Никита Вильчинский | YouTube Music: 16 место в списке трендовых клипов 5 октября 2021 |
| 2021 | «12 лет назад» | Николай io.raw     | —                                                                |

### Комментарии
1. ↑  Зачастую стилизуется под маюскул как SEEMEE.